# Še'erit ha-plejta
Še'erit ha-plejta (hebrejsky שארית הפליטה‎‎, doslova „přeživší zbytek“ či „spasený zbytek“) je biblický výraz pocházející z 1. knihy letopisů, kterým se označovali Židé přeživší holokaust a židovské komunity vytvořené po osvobození Židů z koncentračních táborů na jaře 1945.
Stovky tisíc přeživších strávily několik let po své repatriaci v táborech pro přemístěné lidi v Německu, Rakousku a Itálii. Židovští uprchlíci se v táborech „začali organizovat a vznášet vlastní požadavky.“ Nejprve se jednalo o jejich politická a lidská práva v táborech, následně pak o právo imigrovat do mandátní Palestiny, respektive Izraele.